# Могила Івана Котляревського
Могила Івана Котляревського (1838) — пам'ятка історії, місце поховання українського письменника та драматурга Івана Петровича Котляревського.

## Розміщення
Полтавська область, Полтава, парк імені Котляревського на розі вулиць Європейської та Раїси Кириченко (за даними 1974 року).

## Загальний опис
На могилі чотиригранний обеліск з сірого граніту, встановлений на фігурному постаменті. Висота обеліска 2,90 м, ширина 0,80 м, глибина 0,75 м. Висота постаменту 1,60 м, ширина 1,72 м, глибина 1,55 м.
З фасадного боку — бронзовий барельєф поета у лавровому вінку, під ним викарбуваний текст (слова Т. Г. Шевченка): «Будеш, батьку, панувати, Поки живуть люде, Поки сонце з неба сяє Тебе не забудуть».
Навколо могили — масивний бордюр з чорного лабрадориту розмірами 7,15×0,60 м.

## Історична довідка
Котляревський Іван Петрович — видатний український письменник, перший класик нової української літератури.
Народився 9 вересня 1769 року в родині дрібного полтавського чиновника. Навчався в Полтавській духовній семінарії. Був домашнім учителем в поміщицьких родинах. Учасник Вітчизняної війни 1812 р. В 1818–1821 р.- директор театру в Полтаві, де в 1819 р. написав і поставив п'єсу «Наталка Полтавка», за сим — водевіль «Москаль-чарівник».
Помер І. П. Котляревський 10 листопада 1838 року.
Перший цегляний надгробок на могилі у 1839 року за свої кошти побудував друг поета, полтавський вчитель С. П. Стеблін-Камінський.
До 100-річчя з дня народження І. П. Котляревського в 1869 року на його могилі було встановлено новий пам'ятник, але й він не зберігся.

## Реставраційні роботи
До сторіччя видання першої української книги «Енеїди» в 1898 року на могилі І. П. Котляревського встановлено надгробок за малюнком художника В. О. Волкова і моделлю скульптора Л. В. Позена. Напередодні 200-річчя з дня народження поета могила була упорядкована: обрамлена гранітним бордюром.
Розміри: 7,15×0,60 м.
Документація знаходиться в управлінні головного архітектора м. Полтави.

## Галерея

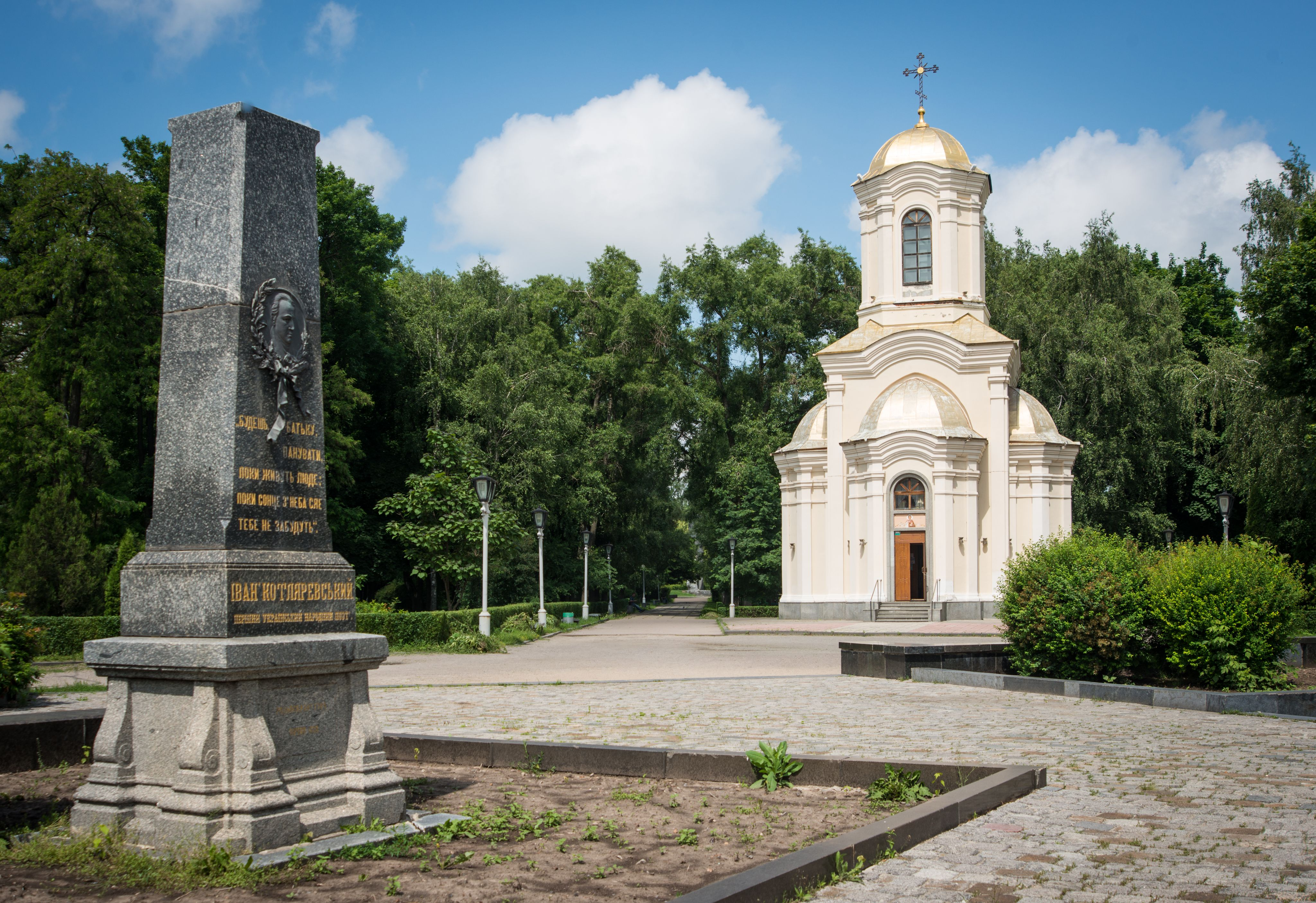
Вид на пам'ятник і церкву Пантелеймона Цілителя
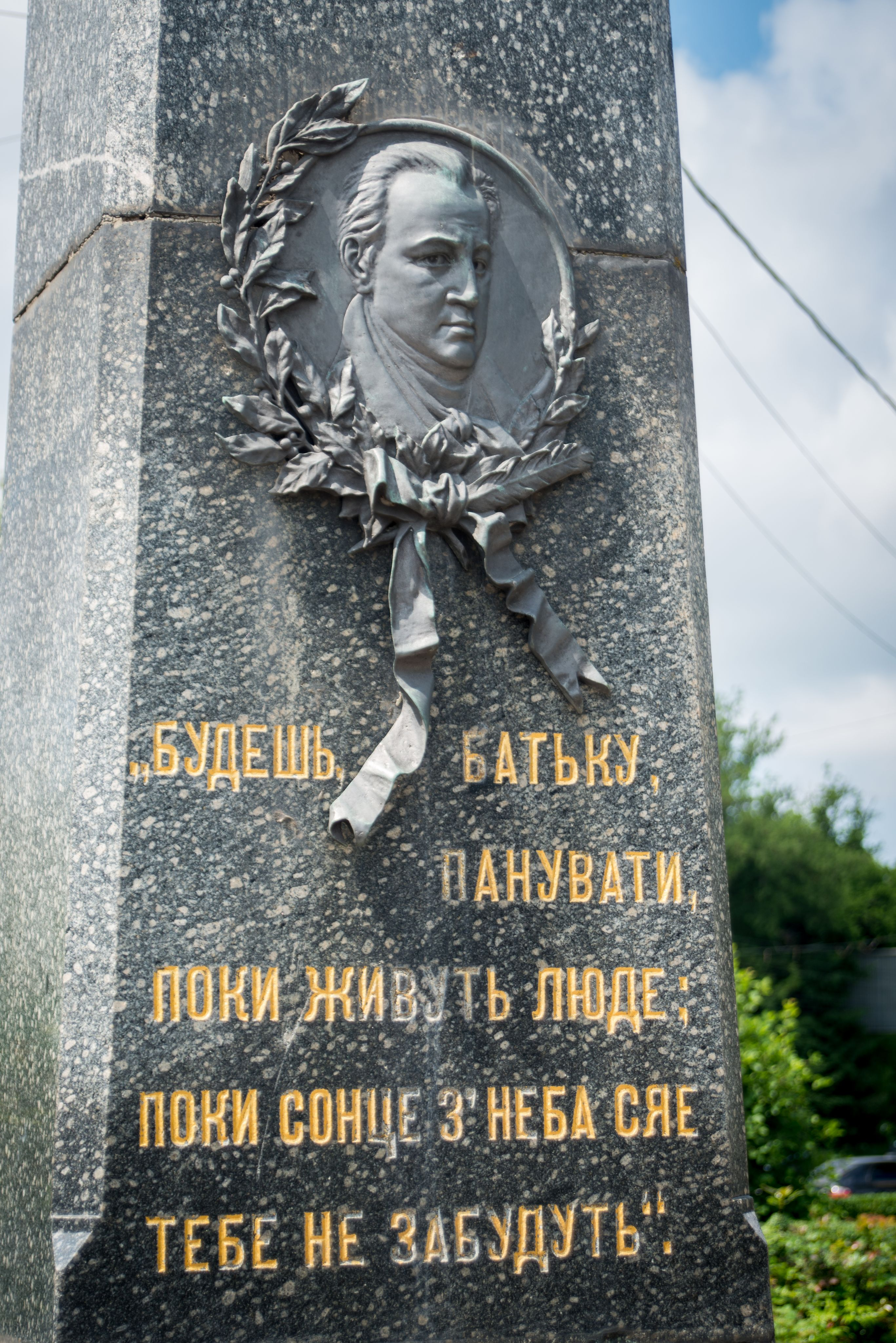
Епітафія
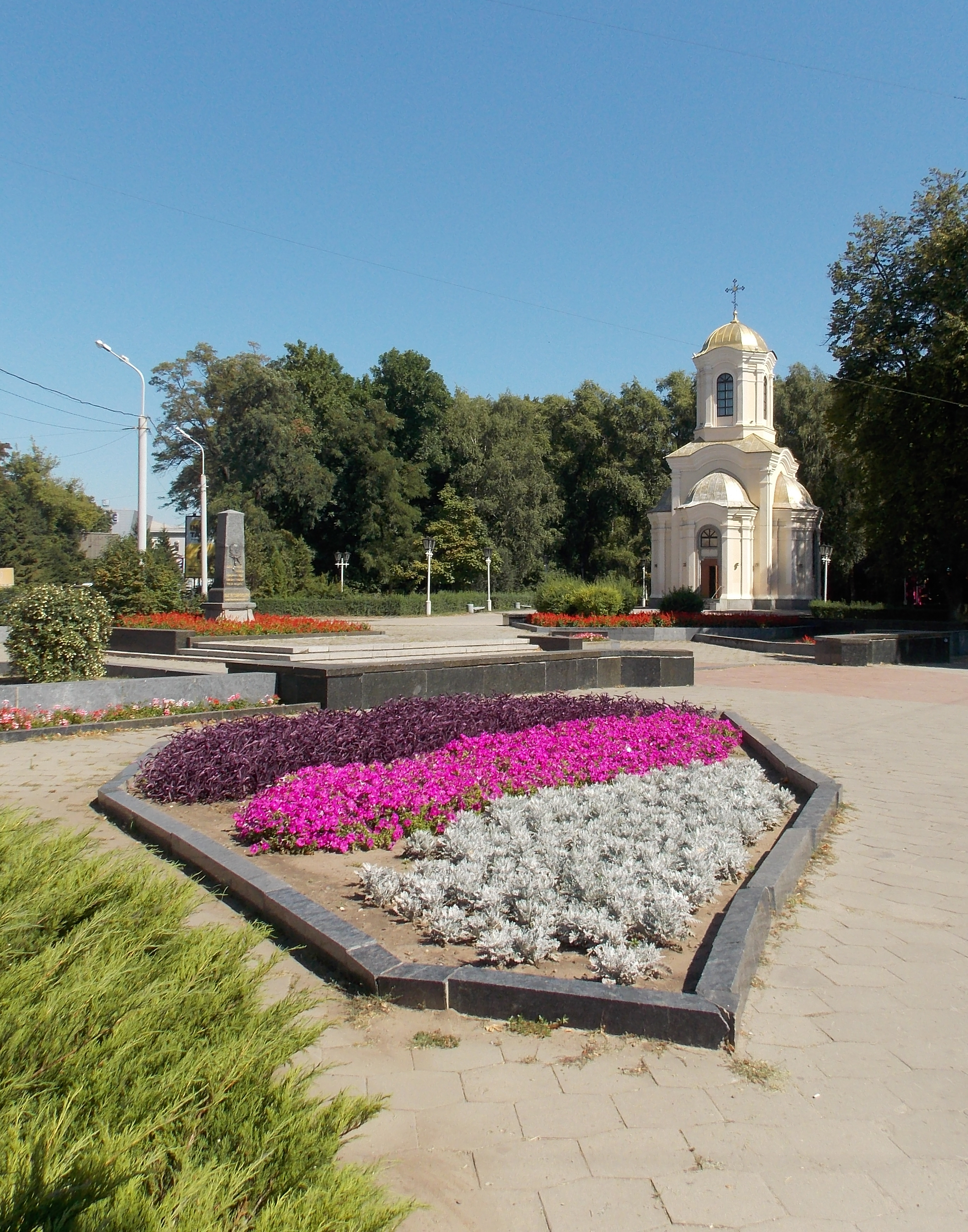
Пантелеймонівська церква близ могили
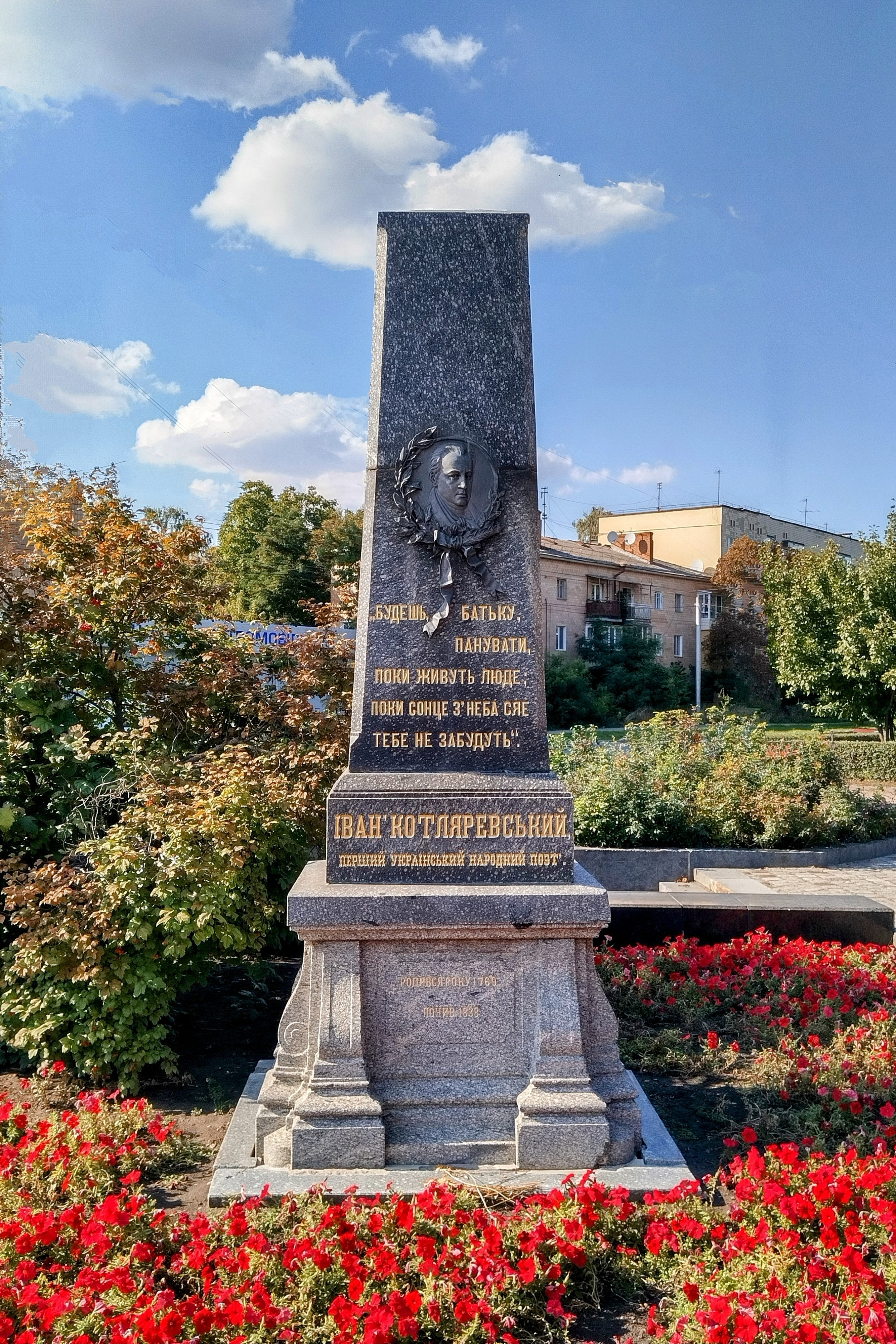
Могила Івана Котляревського (вересень 2023 року)